# 索尼娅·米尔斯
索尼娅·米尔斯（英語：Sonia Mills，1980年1月24日—），澳大利亚女子赛艇运动员。她曾代表澳大利亚参加世界赛艇锦标赛，获得一枚金牌和一枚银牌。她也曾参加2008年夏季奥运会。